# ベロゴルスク
座標: 北緯50度55分 東経128度28分 / 北緯50.917度 東経128.467度

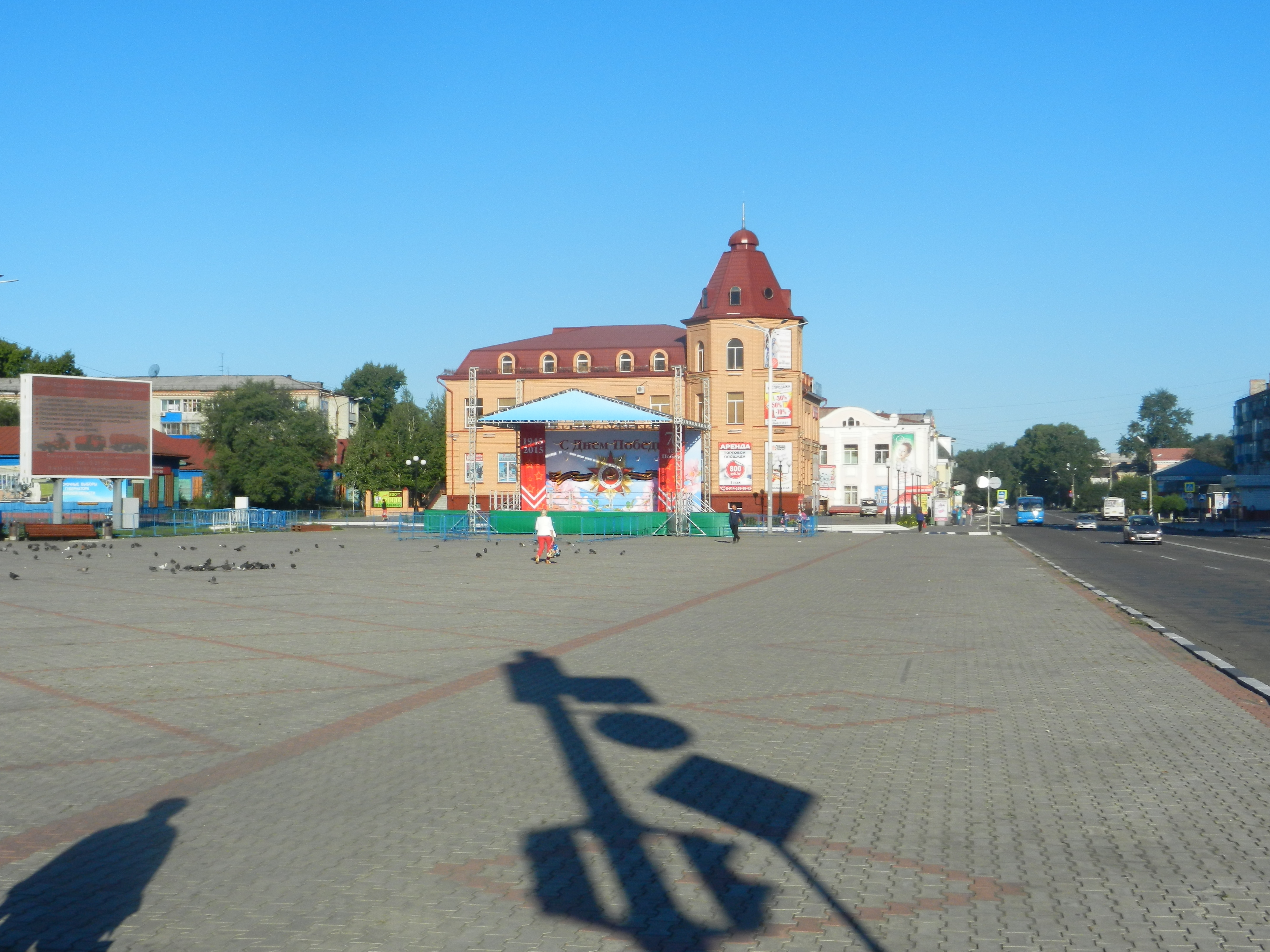

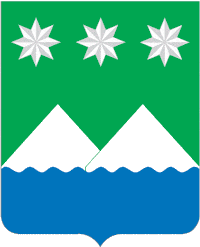
ベロゴルスクの紋章

ベロゴルスク（ロシア語: Белого́рск、ラテン文字表記の例: Belogorsk）は、ロシア極東のアムール州にある都市。人口は6万1440人（2021年）。
州都ブラゴヴェシチェンスクから北東へ108km。アムール川水系のゼヤ川の支流トミ川の岸に建ち、シベリア鉄道がここでトミ川を渡っている。

## 歴史
1858年のアイグン条約で清領からロシア領になったこの地に、1860年、ヨーロッパ・ロシアからの移住者がアレクサンドロフスコエ（Алекса́ндровское）という村（セロー）を建てた。1893年にはその近くにボチカレフカ（Бочкаревка）という村が新たに建てられた。1913年、アムール鉄道（アムール川北岸を通る、シベリア鉄道のロシア国内線）の路線および駅の着工に伴って両村は大きくなり、1923年には合併してアレクサンドロフスク（Алекса́ндровск、あるいはアレクサンドロフスク＝ナ＝トミ Александровск-на-Томи）になった。
1926年には市の地位を認められアレクサンドロフスク市となったが、1931年にはクラスノパルチザンスク（Краснопартиза́нск、「赤いパルチザンの町」）に、さらに1936年にはクイビシェフカ・ヴォストーチナヤ（Ку́йбышевка Восто́чная、「東方のクイビシェフの町」）と改名している。ベロゴルスク（白い山の町）という名になったのは1957年のことであった。

## 経済
ベロゴルスクはゼヤ川下流に広がる農業地帯の中にあり、食品工業や建材工業などの工場が建つ。
また、ベロゴルスクは極東軍管区におけるロシア軍の重要な基地の街でもあり、ロシア陸軍第35軍が本部を置いている。